# Jay Fai

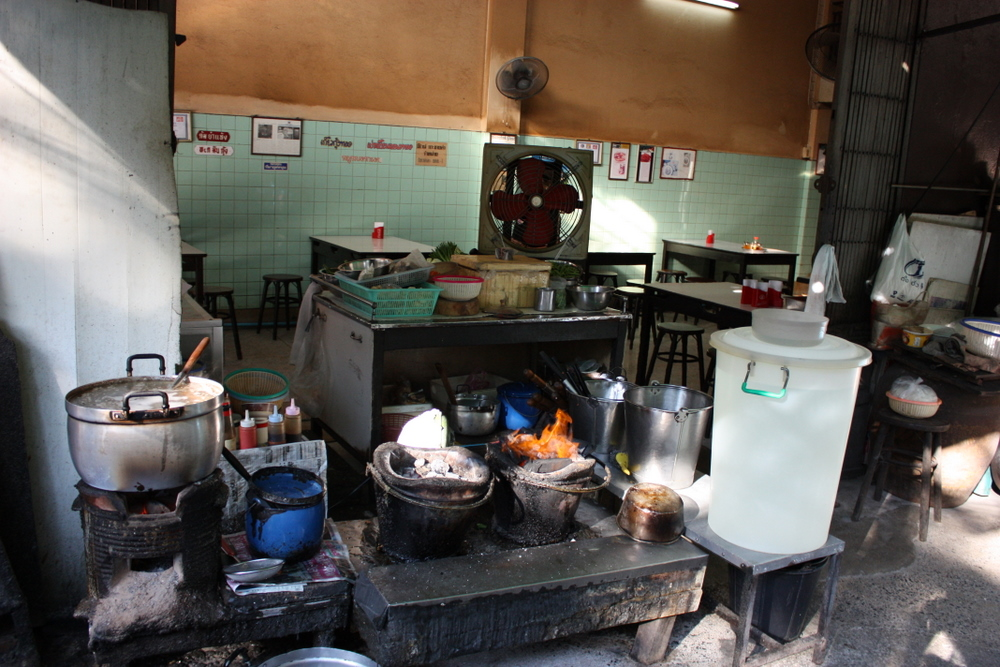
Jay Fai en 2010, Vue de la cuisine avec la salle en arrière-plan.

Jay Fai (thaï : เจ๊ไฝ, également connu sous le nom de Raan Jay Fai, Jay Fai's shop) est un restaurant de rue à Bangkok. Il porte le surnom de sa propriétaire, dont le vrai nom est Supinya Junsuta (สุภิญญา จันสุตะ). 
Le restaurant sert principalement des plats de fruits de mer cuits au wok, et est très populaire parmi les amateurs de nourriture malgré ses prix élevés. Il a reçu une étoile dans le Guide Michelin de Bangkok 2018.

## Histoire

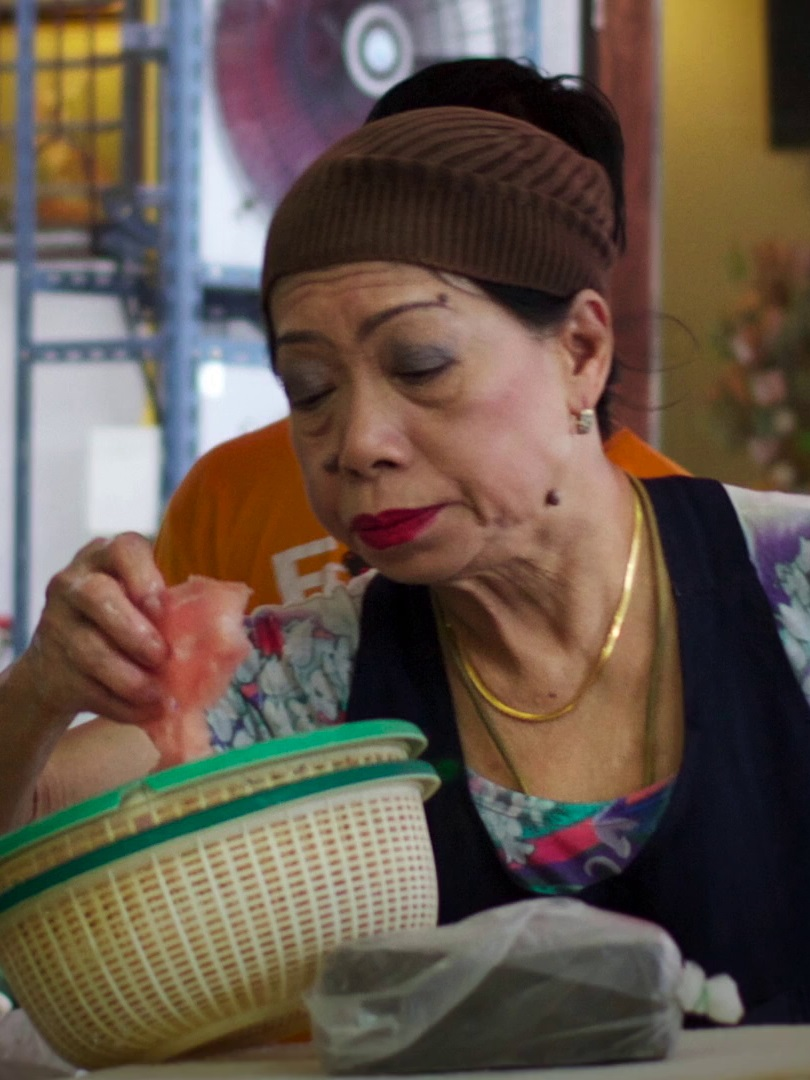
Jay Fai en 2013

Jay Fai est née en 1945 de parents immigrants chinois, qui vendaient des kuaitiao khua kai (nouilles sautées au poulet) pour vivre. Cependant, elle n'était pas bonne cuisinière, et dut apprendre de sa plus jeune sœur, qui a d'abord douté de ses capacités. Avant de rejoindre l'entreprise familiale, Jay Fai a travaillé comme couturière pendant plusieurs années, jusqu'à ce qu'un incendie l'incite à se tourner vers la cuisine vers 1975. Elle ouvrit son propre restaurant dans les années 1980 et servit à l'origine des plats de congee et de nouilles sautées tels que kuaitiao khua kai et rat na, en se basant sur les recettes de sa mère. Elle a ensuite progressivement élargi son répertoire, en expérimentant et en développant ses propres recettes et techniques. Elle a également commencé à utiliser des fruits de mer, voyageant beaucoup pour se procurer de meilleurs ingrédients, et en haussant ses prix en conséquence. Le restaurant s'est constitué une clientèle de fidèles et est devenu depuis l'un des restaurants les plus connus de la ville.

## Le restaurant
Le restaurant de Jay Fai occupe une échoppe sur Maha Chai Road, dans le quartier connu sous le nom de Samran Rat ou Pratu Phi dans le district de Phra Nakhon à Bangkok. Il est en plein air et à peine décoré, avec des murs carrelés de vert et de simples tables et tabourets pour s'asseoir. Jay fai cuisine à l'aide de deux brasiers à charbon sur le côté de la boutique. En 2017, à 72 ans passés, elle travaille encore six jours par semaine en tant que chef unique du restaurant quand elle obtient une étoile dans le Guide Michelin. Elle est fameuse pour porter des lunettes de ski pendant qu'elle cuisine. Le restaurant est fermé le dimanche.
Jay Fai achète des ingrédients, en particulier des fruits de mer, directement auprès de fournisseurs locaux, en mettant l'accent sur la qualité. Cela se reflète dans ses prix, beaucoup plus élevés que la moyenne des restaurants de rue. Un de ses plats les plus célèbres, par exemple, est une omelette à la chair de crabe qui coûte plus de 1000 baht (environ 25€ en 2017). D'autres plats populaires incluent le rat na et le phat khi mao thaï : ผัดขี้เมา avec des fruits de mer,.

## Premier restaurant de rue de Thaïlande étoilé Michelin

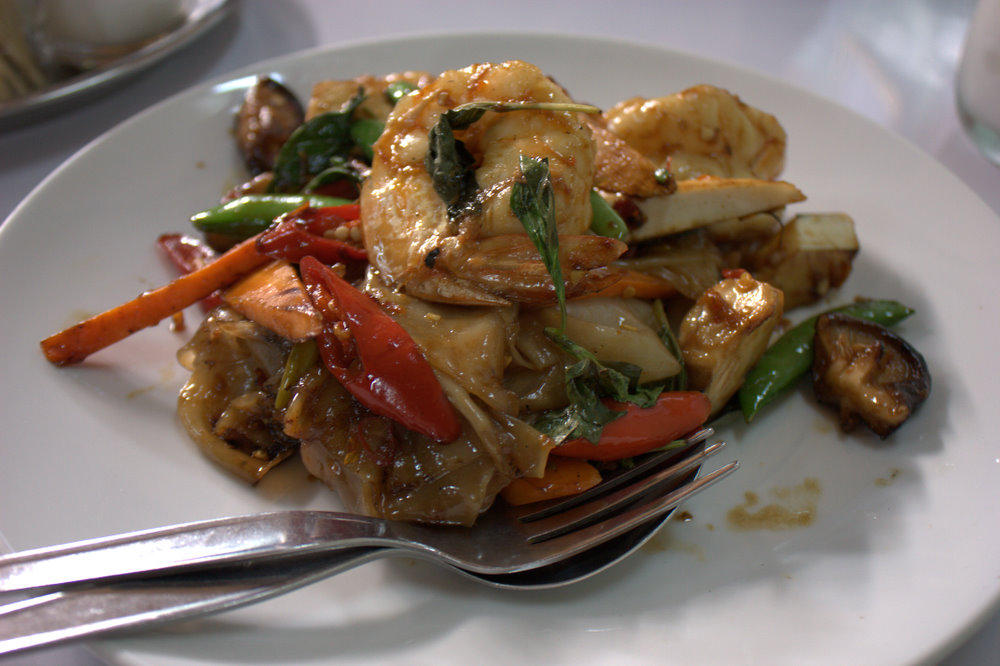
un plat de phat khi mao de Jay Fai, avec une crevette exceptionnellement grosse, marque distinctive du restaurant

Le restaurant a acquis ses lettres de noblesse parmi les gourmets pendant des décennies. Dans une critique de 1999, Ung-aang Talay (Bob Halliday), critique culinaire du Bangkok Post, la décrivait comme « l'un de ces Mozart de plus en plus rares qui transforment des plats de rue très populaires en chefs-d'œuvre de la cuisine locale ». Parmi les clients célèbres figure Martha Stewart, qui qualifie Jay Fai de « meilleure cuisinière de Thaïlande ».
En décembre 2017, le guide Michelin a publié son édition inaugurale 2018 pour Bangkok, Jay Fai a été l'une des 17 étoiles décernées par Michelin après des mois d'inspections secrètes. Trois restaurants obtiennent 2 étoiles: Gaggan, Mezzaluna (au 65e étage du Lebua Hotel), et Le Normandie (Mandarin Oriental Hotel), où une veste est « obligatoire pour les messieurs pendant le dîner ». Alors que Jay Fai était le seul restaurant de rue étoilé, 18 établissements ont été placés dans la catégorie « Bib Gourmand », introduite en 1955 pour reconnaître les établissements fournissant des repas de qualité à un prix modéré. L'un d'eux est spécialiste du pad thaï, Baan Yai Phad Thai, qui vend le plat pour 50 bahts (1 € 25 en 2018).
La capitale thaïlandaise rejoint Singapour, Shanghai, Séoul, Hong Kong, Kyoto et Osaka, et Tokyo en tant que centres gastronomiques asiatiques jugés dignes du fameux guide rouge.
Le titre a donné lieu à une vague de clients sans précédent pour Jay Fai, qui n'avait jamais entendu parler du guide auparavant et qui est restée dubitative jusqu'au moment de la cérémonie organisée pour décerner officiellement les prix du guide Michelin devant les médias. À la suite de l'annonce, l'affluence a été telle qu'il a fallu mettre en place un système de réservation (chose que Jay Fai avait toujours refusé), deux des filles de Jay Fai ont dû quitter leur emploi pour venir prêter main-forte à leur mère à temps plein.
Jay Fai a affirmé n'avoir jamais écrit une recette.

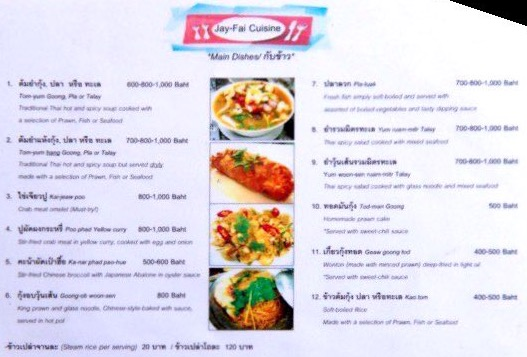
jay fai, bangkok, menu 2018

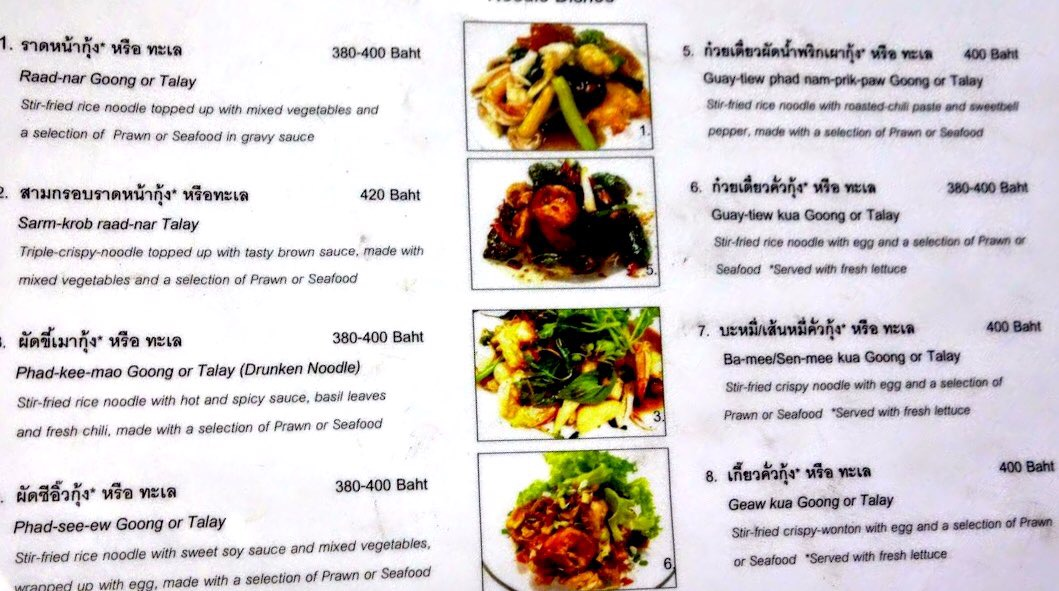
Jay fai, bangkok, menu verso 2018